# Есбер фБ
Есбер форенеде Болдклубер (на датски: Esbjerg forenede Boldklubber, произнася се [ˈɛsˌb̥jaɐ̯ˀ] и [ˈɛsbjɛʀʔ],) е датски футболен отбор от едноименния град Есбер.
Основан е на 23 юли 1924 г. Състезава се в Датската суперлига и има 5 титли от това първенство. Притежава и 3 купи на Дания. Цветовете на отбора са синьо и бяло

## Постижения
- Датска суперлига:
  -  Шампион (5): 1961, 1962, 1963, 1965, 1979
  -  Второ място (3): 1956, 1968, 1978.
  -  Трето място (3): 1977, 2004, 2019.
- Първа дивизия:
  -  Шампион (3): 1948/49, 2000/01, 2011/12
- Втора дивизия:
  -  Шампион (2): 1994, 2005/06

- Купа на Дания:
  -  Носител (3): 1963/64, 1975/76, 2012/13
  -  Финалист (6): 1956/57, 1961/62, 1977/78, 1984/85, 2005/06, 2007/08

- Купа Интертото:
  - Полуфиналист (1): 2004